# 韋爾特島
66°44′S 141°11′E / 66.733°S 141.183°E
韋爾特島（英語：Verte Island），是南極洲的島嶼，位於阿黛利地，處於達貝爾群島以北1.9公里，由美國海軍拍攝空中照片和法國探險隊繪入地圖，現時由南極條約體系管理。